# 犹他交通管理局
犹他州交通管理局（ UTA ）负责在美国犹他州的沃萨奇山前提供公共交通服务。其中包括奥格登，帕克城，普若佛，盐湖城和图埃勒等大都市地区。它经营固定路线公交，弹性路线公交，快速公交，滑雪巴士，盐湖县的三条轻轨线（TRAX ），盐湖城的有轨电车线（S线）和连接奥格登、盐湖城和普若佛通勤铁路列车（ FrontRunner）。UTA的总部位于盐湖城，在沃萨奇山前的各个地点（包括奥格登，米德维尔和奥勒姆）均设有运营部门和车库。 轻轨车辆在南盐湖和米德维尔存放和维护。  

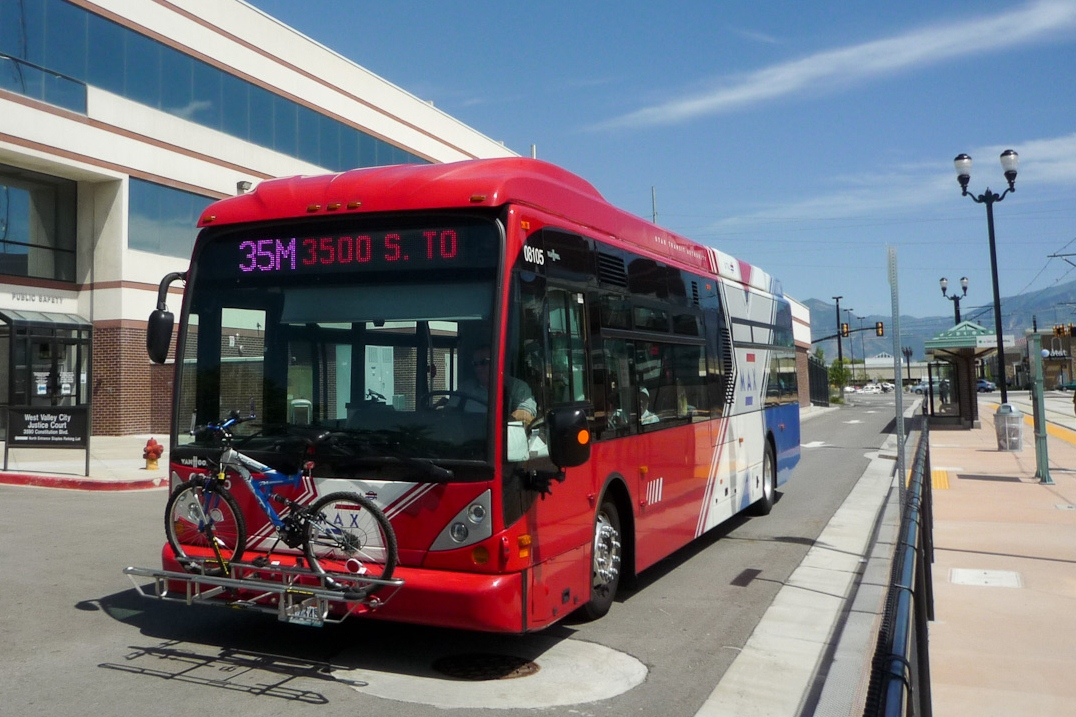
西谷市西谷中心的 MAX巴士